# San Lucas (Chiapas)
Pour les articles homonymes, voir San Lucas.
San Lucas est une municipalité du Chiapas, au Mexique. Elle couvre une superficie de 154 km2 et compte 7 202 habitants en 2015.